# 東方紅1号
東方紅1号（とうほうこう1ごう、ドンファンホンイーハオ、簡：东方红一号、繁：東方紅一號、ピンイン：Dōng Fāng Hóng Yīhào、英：Dong Fang Hong I）は中華人民共和国初の人工衛星。東方紅人工衛星計画の一環として1970年4月24日に打ち上げられた。この衛星によって中国は世界で五番目の人工衛星打上げ国となった。なお、英語圏では China 1 、 Chicom 1 などと呼ばれることもある。

## 概略
1958年、毛沢東が「我々も人工衛星をやらなければならない」と提唱した。中国経済が好転し始めた1965年6月、1970～71年に最初の人工衛星を打ち上げることを決定。銭学森の指示の下、開発が進められた。
1970年4月24日21時35分、内モンゴル自治区西部の酒泉衛星発射センターから、長征1号ロケットにより打ち上げられた。ロケットとの切り離しも正常に行われ、21時48分に予定通り軌道に乗った。
通信機を搭載しており、26日間毛沢東を称える歌、東方紅を宇宙から配信した。これは日本でも受信可能だった。このときに受信された音楽が Sound From Space の China 1で聴くことができる。
東方紅1号の主な目的は人工衛星技術の試験と、電離層と大気層の環境観測であった。東方紅1号は球状な72面体の形をしており、重量は173kg、直径は1mあった。この173kgという重さは、その国初の人工衛星としてでは最も重い。姿勢制御のため、一分間に120回転し、温度調節のため、外表面は特殊な加工がされたアルミニウム合金でコーティングされた。球体の中心部には長さが最低2mある4本の超短波ホイップアンテナがつけられていた。機体の下部はロケットエンジンを積んでいるステージに接続した。
軌道の近地点は441km、遠地点2386 km。傾斜角68.55°、周期114.09分。20日の稼動予定で設計されたが、実際には28日間稼動した。稼働中、遠隔測定データを地球に送信し続けた。5月14日に通信は終了した。

## その後
この成功によって中国はソ連、アメリカ、フランス、日本に次いで5番目に独自に衛星を打ち上げた国となった。
2005年4月21日、中国宇宙技術アカデミーは東方紅1号の設計、製造、監督に関係した技術者たちを集めた。東方紅1号の誕生の地である北京衛星製造工場はモニュメントとして使用された。神舟5号有人飛行記念日とのコラボレーションとして、東方紅1号の実物大レプリカをその工場で生産した。これは北京プラネタリウムで公開された。
2010年4月23日打ち上げ40周年を記念して、中国航天科技集団公司は北京航天城で「記念“東方紅一号”衛星発射成功40周年座談会」を開催した。
東方紅1号は現在も431km から2124km の安全な軌道上に存在する。底面に光る金属リングを装着しており、5-8等級の光で見ることができる。